# Aeroporto di Kilkenny
L'Aeroporto di Kilkenny è un aeroporto irlandese situato a 2,8 km a ovest dalla città di Kilkenny. Era la sede della Kinair Air Rally. Attualmente è un aeroporto privato, dove si trovano sei velivoli. Principalmente è utilizzato per attività di paracadutismo oppure per l'insegnamento del volo.